# Adriane Lopes
Adriane Barbosa Nogueira Lopes, född 29 juni 1976 i Grandes Rios, är en brasiliansk advokat som sedan den 2 april 2022 är borgmästare i Campo Grande.
Hon arbetade på sin fars glassfabrik. Dessutom arbetade hon i fyra år på den statliga myndigheten för administration av kriminalvårdssystemet (Agepen) i Brasilien. Hon har examen i juridik och teologi och en doktorsexamen i offentlig förvaltning och stadsförvaltning.
Hon är coach vid Instituto Brasileiro de Coaching (IBC).
Hon är gift med den brasilianske politikern Lídio Lopes och de har två barn.